# 고향민국
《고향민국》은 월요일 ~ 목요일 저녁 7시 20분 부터 7시 50분까지 EBS 1TV에서 방송하는 여행 프로그램이다.